# ミクロネシア連邦の世界遺産
ミクロネシア連邦の世界遺産(ミクロネシアれんぽうのせかいいさん)について述べる。ミクロネシア連邦の世界遺産条約締約は2002年のことである。

## 世界遺産

### 文化遺産

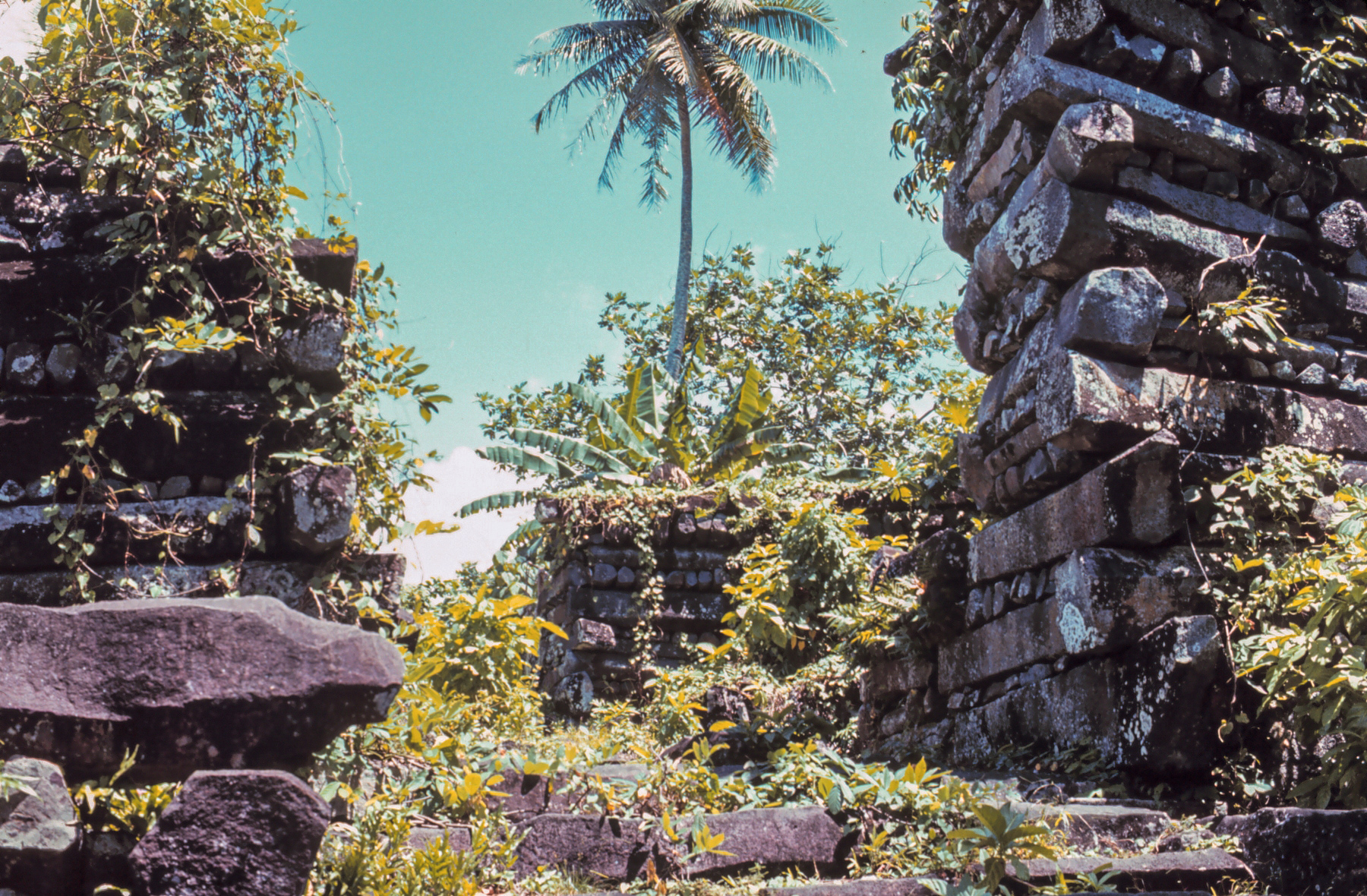
ナン・マトール

- ナンマトル:東ミクロネシアの祭祀センター - (2016年)
  - 登録と同時に危機にさらされている世界遺産（危機遺産）リストにも加えられた。

## 暫定リスト
暫定リストには

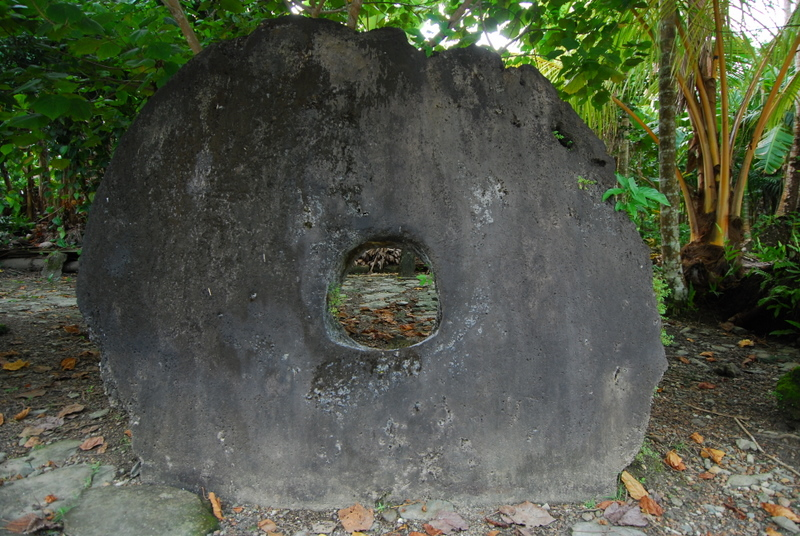
ヤップの石貨

- ヤップ石貨地域圏の遺跡群（Yapese Disk Money Regional Sites, 2004年記載）

が記載されている。これは、パラオとともに「パラオとヤップのヤップ石貨遺跡群」（Yapese Stone Money Sites in Palau and Yap）の名で第35回世界遺産委員会（2011年）にて審議されたが、「登録延期」と決議された。